# Mareil-en-Champagne
 Mareil-en-Champagne  es una población y comuna francesa, situada en la región de Países del Loira, departamento de Sarthe, en el distrito de La Flèche y cantón de Brûlon.

## Demografía
| 197 | 192 | 176 | 210 | 220 | 280 |
| Para los censos de 1962 a 1999 la población legal corresponde a la población sin duplicidades (Fuente: INSEE [Consultar]) |     |     |     |     |     |